# オアシス (バンド)
オアシス（Oasis）はイギリスのロックバンド。1991年結成・2009年解散。2024年再結成。

## 概要
メイン・ソングライターの兄ノエル・ギャラガーとボーカルの弟リアム・ギャラガーのギャラガー兄弟を中心に1991年に結成され、全世界でのトータルセールスは5,000万枚以上を記録している。代表曲に「リヴ・フォーエヴァー」「ホワットエヴァー」「サム・マイト・セイ」「ワンダーウォール」「ドント・ルック・バック・イン・アンガー」「ドント・ゴー・アウェイ」「レット・ゼア・ビー・ラヴ」など多数のヒット・シングルを持つ。
バンドの核はギター及び主なソングライティングを担当したノエルと、ボーカルを担当したリアムのギャラガー兄弟。同じく労働者階級出身であるビートルズを大変敬愛している。コンサートでは「アイ・アム・ザ・ウォルラス」や「ヘルター・スケルター」などビートルズの曲を頻繁にカバー演奏した他、リアムが「ジョン・レノンのワーキング・クラス・ヒーローみたいな曲がある」と公言もしている。ビートルズの影響は作品にとどまらず、スキャンダラスな言動も常にロック・ファンの注目を集めた。音楽メディアによって、中流階級出身のブラーとは何年にもわたって比較された。ファッションにおいては、パンク・ロッカーは切り裂かれたTシャツなど「反社会的」とされる恰好だったが、オアシスはウインドブレーカーやジャージといった労働者階級の普段着を着て、ライブやインタビューに臨んでいた。
音楽性とは別に、バンド内の諍いも有名であり、度々解散の噂が流れた。特に、バンドの核であったギャラガー兄弟の仲の悪さを示すエピソードは枚挙に暇がない。後述の解散の理由も、兄弟の仲違いが少なからず影響している。
2009年8月28日、ノエルがオアシスの脱退を表明し解散した。2010年、残されたメンバーは新バンド「ビーディ・アイ」を結成し、ノエルはソロプロジェクト「ノエル・ギャラガーズ・ハイ・フライング・バーズ」の活動を開始した。
2024年8月27日、公式SNSへの投稿でバンドの再結成とワールドツアー「OASIS LIVE 25」の開催が発表された。2025年7月から予定されているツアーは、イギリスとアイルランドでの公演が確定しており、2024年9月30日にはアメリカ、カナダ、メキシコでの追加公演、10月8日にはオーストラリア、ニュージーランドでの追加公演、11月5日にはアルゼンチン、チリ、ブラジルでの追加公演、11月22日には日本、韓国での追加公演が発表され、最終的に41公演となった。

## メンバー

### 2024年再結成時メンバー
- リアム・ギャラガー（Liam Gallagher、1972年9月21日 - ） - ボーカル
- ノエル・ギャラガー（Noel Gallagher、1967年5月29日 - ） - リードギター、ボーカル
- ポール・ "ボーンヘッド" ・アーサーズ（英語版）（Paul "Bonehead" Arthurs、1965年6月23日 - ） - リズムギター、キーボード
初期メンバー。1999年脱退。公式サイトでは『家族とのもっと多くの時間を過ごしたいため』と説明されていた。ソロ活動におけるリアムのバンドメンバーに合流、ツアーにも帯同していた。2025年の再結成時に再参加。
- ゲム・アーチャー（Gem Archer、1966年12月7日 - ） - リズムギター、キーボード
元ヘヴィー・ステレオのギター＆ボーカル。
- アンディ・ベル（Andy Bell、1970年8月11日 - ）- ベース
ライドのギター＆ボーカル。

### 元メンバー
- アラン・ホワイト（英語版）（Alan White、1972年5月26日 - ）- ドラムス
2人目のドラマー。2004年脱退。スティーヴ・ホワイト（元ザ・スタイル・カウンシル、現ポール・ウェラーバックバンドのドラマー）の実弟。イエスの同名ドラマーとは別人。
- ポール・ "ギグジー" ・マッギーガン（Paul "Guigsy" McGuigan、1971年5月9日 - ） - ベース
初期メンバー。1999年脱退。ノエルによると、バンドを抜けたいという内容のファックスを突然もらって以来、すっかり連絡がつかなくなったらしい。以降は特に目立った活動は見られなかったが、近年ではロンドンのクラブでDJ活動をしているとのことである。
- トニー・マッキャロル（英語版）（Tony McCarroll、1971年6月4日 - ） - ドラムス
初期メンバー。1995年脱退（事実上解雇）。
- クリス・シャーロック（Chris Sharrock、1964年5月30日 - ）- ドラムス
元ザ・ラーズなどのドラム。4人目のドラマー。7thアルバムの収録後に加入したため、クリスがプレイしたスタジオ録音はない。

### サポートメンバー
- スコット・マクロード(Scott McLeod) - ベース
- マイク・ロウ（Mike Rowe） - キーボード
3rdアルバムのレコーディングに参加し、後のツアーにも同行。現在ノエル・ギャラガーズ・ハイ・フライング・バーズでキーボードを担当。
- マット・デイトン(Matt Deighton) - リズムギター
4thアルバムのツアーでノエルがバンドから離脱した際、代役として参加[14]。
- スティーヴ・ホワイト(Steve White、1965年5月31日) - ドラムス
アランの実兄。2001年のツアーにて怪我をしたアランの代役として参加。
- ゼブ・ジェームソン(Zeb Jameson) - キーボード
2000年のツアーに参加。ファミリアー・トゥ・ミリオンズで確認できる。
- ザック・スターキー（Zak Starkey、1965年9月13日 - ） - ドラムス
3人目のドラマー。リンゴ・スターの息子。ザ・フーのドラムと兼任。7thアルバムの収録まで参加するが、ザ・フーに専念するため脱退。ノエルからの評価が最も高いドラマーだった。
- ジェイ・ダーリントン（Jay Darlington、1968年3月3日  - ） - キーボード
クーラ・シェイカーのオルガン、キーボード担当。2010年のノエルのソロライブにゲムと共に参加。
- ジョーイ・ワロンカー（Joey Waronker）- ドラムス
アメリカ出身のドラマー。R.E.M.やベックのサポートメンバーを務めた。2025年からのツアーから参加。
- クリスチャン・マッデン（Christian Madden）- キーボード
ジ・アーリーズのキーボード担当。2017年以降はリアムのソロ活動時のサポートメンバーを務めていた。2025年からのツアーから参加。

## 来歴

### 結成初期(1991-1993)
1991年、ベーシストのポール・マッギーガン（ギグジー）、ギタリストのポール・アーサーズ（ボーンヘッド）、ドラマーのトニー・マッキャロル、そしてシンガーのクリス・ハットンがレインというバンドを結成。ハットンに満足できなかったボーンヘッドは、後任候補として知人のリアム・ギャラガーを誘い、オーディションを受けた。リアムはバンド名をオアシスに変更することを提案した。それは彼が兄のノエルと共有していた子供時代の寝室にあったインスパイラル・カーペッツのツアーポスターに触発されたもので、会場にはスウィンドンのオアシス・レジャー・センターが記載されていた。
オアシスは1991年8月14日、キャッチメンとスウィート・ジーザスの下、マンチェスターのボードウォーク・クラブで初のギグを行った。ノエルは、インスパイラル・カーペッツのローディとして働いていたが、リアムのバンドの演奏を一緒に見に行き、その演奏を聴いて感銘を受けた。
ノエルは、自分がバンドのソングライター兼リーダーになること、そして商業的な成功の追求に真剣に取り組むことを条件に、グループへの加入を持ちかけた。ボーンヘッドは「彼が入ってきたとき、俺たちは4曲で騒いでいたバンドだった。突然、アイデアがあふれ出したんだ」と回想している。ノエルのもとで、バンドはシンプルさに頼った音楽的アプローチを作り上げ、ボーンヘッドとギグジーはバー・コードとルート・ベース音を弾くことに制限され、トニーは基本的なリズムを演奏し、バンドのアンプはディストーションを生み出すために上げられた。こうしてオアシスは 「繊細さや複雑さがないため、かなり止めどころのないサウンド」に仕上がった。

### 「オアシス」とブレイクスルー(1993-1995)
1年以上にわたるライヴ、リハーサル、そしてデモ・テープ「ライヴ・デモンストレーション(Live Demonstration)」のレコーディングを経て、1993年5月、オアシスはクリエイション・レコーズの共同経営者アラン・マッギーに見いだされた。オアシスは、リハーサル室をシェアしていたシスター・ラヴァーズに誘われ、グラスゴーのクラブ、キング・タッツ・ワワ・ハットでギグを行なうことになった。オアシスは友人たちとともにバンを借り、グラスゴーに向かった。だが到着した彼らは、その夜のセットリストになかったため、入場を拒否された。彼らとマッギーは、どのようにしてクラブに入ったかについて、矛盾した供述をしている。彼らはオープニングの出演枠を与えられ、マッギーに強い印象を与えた。マッギーは18 Wheelerとシスター・ラヴァーズを見るためにそこにいた。シスター・ラヴァーズのメンバーであるデビー・ターナーは、マンチェスターのハシエンダに頻繁に通っていた頃からのマッギーの親しい友人だった。マッギーは彼らにレコーディング契約を提案したが、実際に契約を交わしたのは数ヶ月後だった。アメリカでの契約を確保するのが難しかったため、オアシスは世界規模の契約をソニーと結び、その後、イギリスではオアシスをクリエイションにライセンスした。
彼らの曲『コロンビア』のデモが限定ホワイトレーベルでリリースされた後、オアシスは最初のシングル「スーパーソニック」のリリースを宣伝するためにイギリスツアーを行い、タンブリッジ・ウェルズ・フォーラムなどの会場で演奏した。「スーパーソニック」は1994年4月にリリースされ、チャートで31位に達した。その後、「シェイカーメイカー」がリリースされたが、この曲は盗作訴訟の対象となり、オアシスは50万ドルの損害賠償を支払うことになった。彼らの3枚目のシングル「リヴ・フォーエヴァー」は、イギリスのシングルチャートで初めてトップ10入りを果たした。問題の多かったレコーディングとミキシングのセッションを経て、オアシスのデビューアルバム「ディファニトリー・メイビー」（Definitely Maybe、邦題:「オアシス」）は1994年8月29日にリリースされた。このアルバムはリリースから1週目に全英アルバムチャートで1位に入り、当時、イギリスで最も速く売れたデビューアルバムとなった。
1年近くにわたる絶え間ないライブとレコーディング、そして享楽的なライフスタイルがバンドにダメージを与えた。この行動は1994年9月にロサンゼルスで行われたギグで遂に頂点に達し、リアムはアメリカの観客について攻撃的な発言をし、ノエルをタンバリンで殴るという最低なパフォーマンスを行った。激怒したノエルはバンドを一時脱退し、サンフランシスコに飛んだ（この出来事から「トーク・トゥナイト」という曲が作られた）。彼はクリエイションのティム・アボットに居場所を突き止められ、ラスベガスへ向かった。そこで彼はバンドを続けるよう説得された。ノエルはリアムと和解し、ツアーはミネアポリスで再開された。グループはその後、「オアシス」からの4枚目のシングル「シガレッツ・アンド・アルコール」と、1994年12月にリリースされたクリスマス・シングル「ホワットエヴァー」をリリースし、後者は全英シングルチャートで3位にランクインした。

### 「モーニング・グローリー」の国際的な成功、人気絶頂へ(1995–1996）
1995年4月、「サム・マイト・セイ」がオアシスにとって初の全英シングルチャート1位を獲得した。同時に、トニーがバンドから追放された。彼は兄弟との「性格の不一致」によって「不当にパートナーシップから追放された」と主張した。ギャラガー兄弟はトニーの音楽的能力に批判的であり、ノエルは「トニーはいいやつだが、新しい曲を叩くことはできなかっただろう」と語った。彼の後任には、元スタークラブのメンバーであり、パーカッショニストのスティーブ・ホワイトの弟であるアラン・ホワイトが選ばれた。アランはポール・ウェラーの推薦でノエルに紹介され、トップ・オブ・ザ・ポップスでパフォーマンスした「サム・マイト・セイ」でデビューを果たす。
オアシスは1995年5月、モンマス近郊のロックフィールド・スタジオでセカンド・アルバムの録音を開始した。この期間、イギリスのメディアはオアシスと別のブリットポップバンドであるブラーとの間に対立があると報じた。以前は、オアシスはブリットポップ運動と関連付けられておらず、ブラーのボーカリスト、デーモン・アルバーンが紹介するBBCのブリットポップ・ナウ・プログラムにも出演していなかった。1995年8月14日、ブラーとオアシスは同じ日にシングルをリリースし、「ブリットポップの戦い」が全国ニュースで取り上げられることになった。ブラーの「カントリー・ハウス」は、オアシスの「ロール・ウィズ・イット」を274,000枚対216,000枚で上回った。オアシスのマネージメントは、「カントリー・ハウス」がより安価（£1.99対£3.99）で、異なるB面曲が収録された2つのバージョンが存在したため、ファンが2枚購入する必要があったことが理由で売上が上回ったと主張した。また、クリエイションは「ロール・ウィズ・イット」のシングルケースのバーコードに問題があり、すべての販売が記録されなかったと述べた 。ノエルは9月にオブザーバー紙に対し、ブラーのメンバーが「エイズにでもかかって死ねばいい」と発言し、メディアの騒動を引き起こした 。彼は後に複数の出版物に対して正式な手紙で謝罪した。

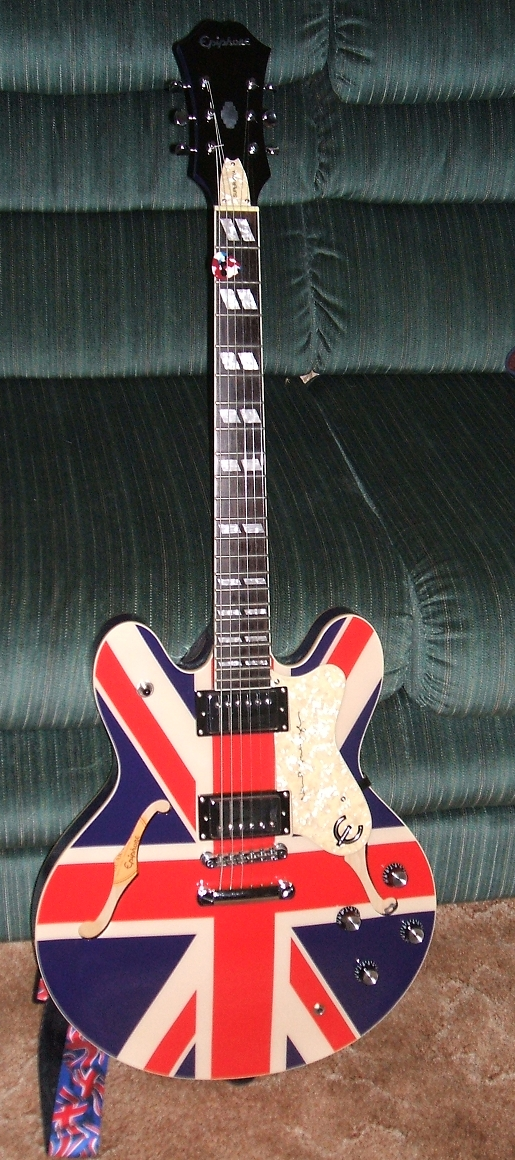
ノエルが使用したユニオンジャック仕様のエピフォン・シェラトン

1995年9月、ギグジーは神経衰弱を理由に一時的にオアシスを脱退した。彼の代わりに、元ヤ・ヤーズのメンバーであるスコット・マクラウドが加入し、ツアーのいくつかの日程や「ワンダーウォール」のビデオに出演したが、アメリカツアー中に突然脱退した。マクラウドはノエルに連絡し、脱退が間違いだったと感じていると伝えたが、ノエルは「俺もそう思うよ。じゃ、失業の申請、頑張れよ」と返答した"。
オアシスのセカンドアルバム「モーニング・グローリー((What's the Story)Morning Glory?)」は、当初はそのソフトなサウンドが賛否両論を呼んだものの、全世界で商業的に大成功を収め、400万枚以上を売り上げ、イギリスのチャート史上5番目に売れたアルバムとなった。2008年までに、全世界で2200万枚以上を売り上げ、史上最も売れたアルバムの一つとなった 。このアルバムからはさらに2枚のシングル「ワンダーウォール」と「ドント・ルック・バック・イン・アンガー」がリリースされ、チャートでそれぞれ2位と1位を記録した。また、ポール・ウェラーがギターとバックボーカルで参加し、批評家から高い評価を受けた「シャンペン・スーパーノヴァ」も収録されており、この曲はアメリカのモダンロック・トラックス・チャートで1位を獲得した。1995年11月、オアシスはロンドンのアールズ・コートで連続公演を行い、当時のヨーロッパで最大規模のインドア・ギグを達成した。ノエルはユニオンジャックが描かれたカスタマイズされたシェラトン・ギターを演奏し、エピフォンから「スーパーノヴァ」として商業的にリリースされた。

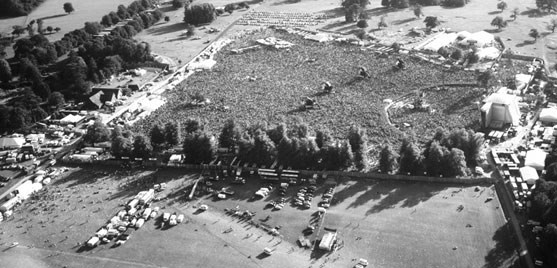
1996年8月、オアシスがネブワース・フェスティバルで行った2回の公演のうちの1日目に先立ち、125,000人の観客を空撮したもの。

1996年4月27日と28日、オアシスはメイン・ロード・フットボールスタジアムで初のヘッドライン屋外コンサートを開催した。このスタジアムはマンチェスター・シティFCの本拠地であり、ギャラガー兄弟が幼少期からのファンであった場所である。同年後半にリリースされたビデオ『…ゼア・アンド・ゼン』には、2日目のハイライト（およびアールズ・コートでのギグの映像）が収録された。キャリアの絶頂期にあったオアシスは、8月3日と4日にスコットランドのロモンド湖近くのバロック・カントリー・パークで2日間にわたり8万人の観客を前にパフォーマンスを行った後、8月10日と11日にネブワース・ハウスで連続公演を行った。バンドは両公演を数分で完売させた。各夜12万5千人、2日間で25万人（チケットには250万件の応募があり、実際に販売されたのは25万枚で、20回分の公演が完売できるほどの需要があった）という観客数は、イギリスで開催された屋外コンサートとしては記録的なものであり、イギリスのコンサート史上最大の需要を記録している。
オアシスはロイヤル・フェスティバル・ホールでのMTVアンプラグドの収録に参加する予定だったが、リアムが喉の痛みを理由に出演を取りやめた。彼はビールとタバコを手にバルコニーからパフォーマンスを見ながら、曲の合間にノエルの歌を野次った 。4日後、バンドはアメリカのアリーナツアーに出発したが、リアムは参加を拒否したため、バンドはノエルがボーカルを務めてツアーを続行することにした。リアムは8月30日にツアーに再合流し、1996年9月4日、オアシスはニューヨークのラジオシティ・ミュージックホールで開催された1996年MTVビデオ・ミュージック・アワードで「シャンペン・スーパーノヴァ」を演奏した 。リアムはノエルのギターソロ中にジェスチャーを行い、ステージにビールを撒き散らしてから舞台を去った。数週間後、ノエルはバンドを置いて一人で帰国し、バンドメンバーは別のフライトで帰国した。この出来事により、メディアはバンドの解散を噂した。しかし、兄弟はすぐに和解し、ツアーを完遂することを決めた。

### 「ビィ・ヒア・ナウ」と「ザ・マスタープラン」(1996-1999)
オアシスは1996年末から1997年の第1四半期にかけて、ロンドンのアビー・ロード・スタジオとサリー州のリッジ・ファーム・スタジオで3枚目のアルバムの録音を行った。ここでもギャラガー兄弟の争いがレコーディングセッションを悩ませた。「ビィ・ヒア・ナウ(Be Here Now)」は1997年8月にリリースされ、全英シングルチャートで1位を獲得した「ドゥ・ユー・ノウ・ワット・アイ・ミーン?」に先駆けて、最も期待された作品となり、メディアから大きな注目を集めた。興奮したファンがアルバムを手にする様子がITVのニュース・アット・テンで放送され、アンカーマンのトレヴァー・マクドナルドはバンドのフレーズ「mad for it（夢中だ）」を口にした。発売初日で42万4千枚、初週で69万6千枚を売り上げ、イギリス史上最速の売上を記録したが、これは2015年にアデルが「25」をリリースするまで破られなかった。このアルバムはアメリカのBillboard 200で2位に初登場したが、初週売上が15万2千枚で、予想されていた40万枚を大きく下回り、失望された。ノエルがケイト・モス、ジョニー・デップ、ミック・ジャガーとの休暇中に主に書いた「ビィ・ヒア・ナウ」について、後にその制作過程を後悔していると述べており、バンドの最初の2枚のアルバムの水準には達していないと付け加えている;
スタジオでは最高だったし、発売された日も最高だった。でもツアーに出てから初めて、『全然ダメじゃないか』って思ったんだ…。街で俺に向かって『俺はあのアルバムが大好きなんだ！』って本気で口論しようとする人もいるんだよ。でも俺は『おい、俺があれを書いたんだぞ。どれだけ力を入れたか分かってる。そんなに入れてないんだ』って言うんだよ。
ノエルは発売前のインタビューでアルバムについて曖昧な態度を示しており、NMEに「このレコードは多くの人を驚かせることはないだろう」と語っていた。しかし、彼の周りにはその懸念に共感する者はいなかった。「みんなが『素晴らしい！』って言っていた」と彼は後に語っている。「ミックスをしている終盤に、俺は自分自身に『うーん、これどうなんだろう』って思い始めたんだ」... アルバムがリリースされた時、オアシスはビートルズ以来、イギリスの文化に深く組み込まれていた。彼らの元広報担当であるジョニー・ホプキンスは、「周囲には彼らが最高だと絶えず言い続ける取り巻きが増えていた。それが批判的な声を遮る傾向にあった」と述べている。ドリアン・リンスキーは「もしこれがブリットポップの絶頂でなければ、それはどん底でなければならない。これはただの曲の寄せ集めであってはならず、善し悪しはともかく、ほとんどが長すぎて、全てが過剰にプロデュースされている。まるで、転落前の驕りの象徴であり、復讐に燃えた群衆によって引き倒される独裁者の像のようだ」と書いている 。
1998年初頭の"Be Here Now Tour"終了後、多くのメディアから批判を浴びる中、オアシスは控えめな活動を続けていた。その年の暮れ、オアシスは14曲のB面を集めたコンピレーション・アルバム「ザ・マスタープラン(The Masterplan)」をリリースした。2008年のインタビューでノエルは、「あの時期の本当に面白いものは、B面なんだ」、「B面には、『Be Here Now』そのものよりもインスピレーションを受けた音楽がたくさんあると思うよ」と語っている。

### メンバーの交代と「スタンディング・オン・ザ・ショルダー・オブ・ジャイアンツ」(1999-2001)
1999年初頭、バンドは4枚目のスタジオアルバムの制作に取り掛かった。最初の詳細は2月に発表され、マーク・ステントが共同プロデューサーとして参加することが明らかになった。しかし、制作は順調に進んでおらず、8月には創設メンバーのボーンヘッドの衝撃的な脱退が発表された。この脱退は当時、円満なものであると報じられ、ノエルはボーンヘッドが家族と過ごす時間を増やしたいと語っていた。ボーンヘッド自身の声明では「他のことに集中するため」と明確にしている 。しかし、ノエルは後に矛盾するバージョンを明らかにしており、アルバム制作のセッション中に、ノエルが課した「飲酒やドラッグ禁止」のルール（リアムがちゃんと歌えるようにするため）をボーンヘッドが何度も破ったため、二人の間で対立が生じたという。その2週間後、ベーシストのギグジーの脱退が発表された。ギャラガー兄弟はその後すぐに記者会見を開き、報道陣に対し「オアシスの未来は安泰だ。この物語と栄光は続いていく」と保証した。
レコーディングセッションが終了した後、バンドは新しいメンバーの募集を開始した。最初に発表された新メンバーは、元ヘヴィー・ステレオのリード/リズムギタリスト、コリン・"ゲム"・アーチャーで、彼はボーンヘッドの脱退が公表されたわずか数日後にノエルから声をかけられたと後に語っている 。新しいベーシストを見つけるには、より多くの時間と労力がかかった。バンドはデヴィッド・ポッツとリハーサルをしていたが、彼はすぐに辞め、新しいベーシストとして、ライドやハリケーン#1のギタリスト兼ソングライターであるアンディ・ベルが加入した。アンディはベースを演奏したことがなかったため、初めてベースの演奏を学ばなければならず（ノエルは後に「アンディが実際にベースを弾くことに乗り気だったことに驚いたよ。彼はとても優れたギタリストだからね」と語っている）、1999年12月に予定されていたアメリカツアーに備えて、オアシスの過去の楽曲を数曲習得する必要があった。
クリエイション・レコーズの解散に伴い、オアシスは自身のレーベル「ビッグ・ブラザー」を設立し、以降のオアシスの全てのレコードをイギリスとアイルランドでリリースした。オアシスの4枚目のアルバム「スタンディング・オン・ザ・ショルダー・オブ・ジャイアンツ(Standing on the Shoulder of Giants)」は、2000年2月にリリースされ、初週の売り上げは好調だった。全英アルバムチャートでは1位を獲得し、ビルボードでは最高24位に達した。アルバムからは「ゴー・レット・イット・アウト!」、「フー・フィールズ・ラヴ?」、「サンデー・モーニング・コール」、「ホエア・ディド・イット・オール・ゴー・ウロング?」の4枚のシングルがリリースされ、最初の3曲はイギリスのトップ5に入った 。「ゴー・レット・イット・アウト!」のミュージックビデオはアンディがバンドに加入する前に撮影されたため、リアムがリズムギター、ゲムがリードギター、ノエルがベースを担当するという珍しい編成が見られた。創設メンバーの脱退に伴い、バンドはイメージやサウンドにいくつか小さな変更を加えた。カバーにはゲムがデザインした新しい「オアシス」のロゴが使用され、また、リアムが作曲した「リトル・ジェームズ」が収録された最初のオアシスのリリースでもあった。楽曲には、より実験的でサイケデリックな影響が見られた 。アルバムは冷ややかなレビューを受け、アメリカではリリース2週目に売り上げが急落した 。
アルバムをサポートするために、バンドは波乱に満ちたワールドツアーを行った。2000年、バルセロナでのツアー中、アランが腱鞘炎を発症し腕が動かなくなったため、オアシスはギグをキャンセルせざるを得なかった。その夜、バンドは代わりに飲酒にふけり、兄弟間で口論が発生。ノエルは「海外ツアーから完全に引退する」と宣言し、オアシスはノエル抜きでツアーを完遂する予定だった 。最終的にノエルはウェンブリー・スタジアムでの2日間の大規模な公演も含まれたイギリスおよびアイルランドの公演に復帰した。そのウェンブリー初日の公演を収録したライブアルバム「ファミリアー・トゥ・ミリオンズ(Familiar to Millions)」は、2000年後半にリリースされ、賛否両論の評価を受けた。

### 「ヒーザン・ケミストリー」(2001-2003)

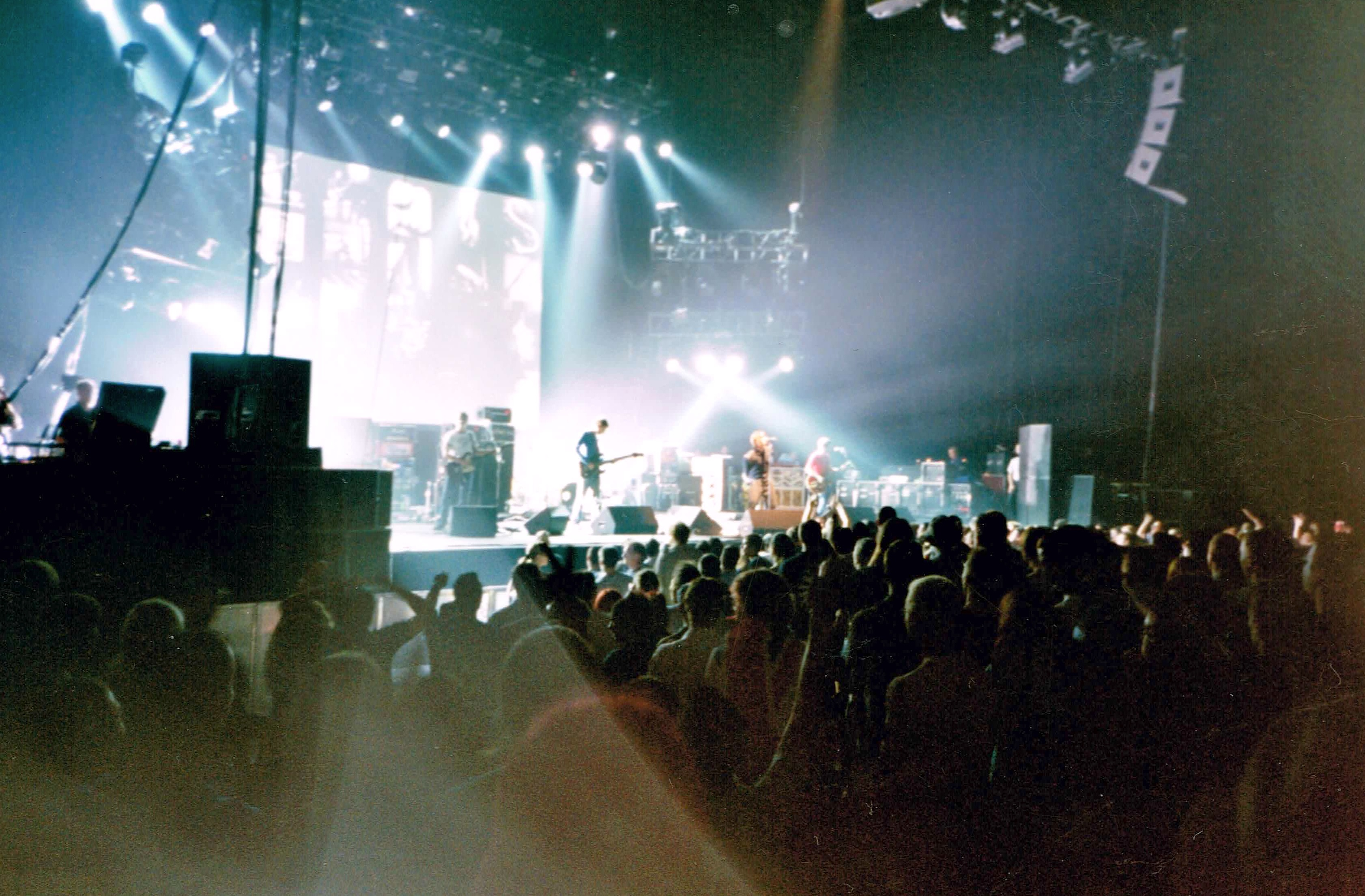
モントリオールでのライヴ(2002年)

2001年を通じて、オアシスは5枚目のスタジオアルバムのセッションと世界中でのライブを行き来した。ギグには、ブラック・クロウズやスペースホグとの1か月にわたる「Tour of Brotherly Love」や、ニール・ヤングをサポートするパリでの公演が含まれていた。新メンバーのアンディとゲムを迎えた初のアルバム「ヒーザン・ケミストリー（Heathen Chemistry）」は、2002年7月にリリースされた。このアルバムは全英アルバムチャートで1位、米国では23位に達したが、批評家からの評価は賛否両論だった 。アルバムからは4つのシングルがリリースされ、「ヒンドゥ・タイムズ」、「ストップ・クライング・ユア・ハート・アウト」、「リトル・バイ・リトル/シー・イズ・ラヴ」（これらはノエルが作曲）と、リアムが作曲し、ノエル以外が初めて作ったシングル「ソングバード」が含まれていた。この作品は、前作でのバンドの音響実験を取り入れつつも、よりシンプルなロックサウンドを目指したものだった。アルバムのレコーディングはバンドにとって非常にバランスの取れたもので、アラン以外の全メンバーが楽曲を書いた。ジョニー・マーは、いくつかの曲で追加のギターとバックアップボーカルを提供している。
アルバムのリリース後、バンドは再び成功を収めたワールドツアーに乗り出したが、ツアー中にもいくつかの事件が発生した。2002年8月、バンドが米国ツアー中に、ノエル、アンディ、ツアーキーボーディストのジェイ・ダーリントンがインディアナポリスで自動車事故に遭った。メンバーに大きな怪我はなかったが、いくつかの公演がキャンセルされた。その後、2002年12月には、ヨーロッパツアーのドイツ公演の後半が延期された。これは、ミュンヘンのナイトクラブで暴力的な乱闘が発生し、リアム、アラン、そしてバンドのエスコートメンバー3人が逮捕されたためだった。バンドは大量の飲酒をしており、リアムがコカインを使用していたことが判明した。リアムは前歯を2本失い、警察官の肋骨を蹴り、アランは灰皿で殴られて軽い頭部の怪我を負った。2年後、リアムは約4万ポンドの罰金を科せられた。バンドは2003年3月、延期された公演を再開してツアーを終了した。

### アランの脱退、「ドント・ビリーヴ・ザ・トゥルース」(2004-2007)
オアシスは2003年12月下旬に、プロデューサーのデス・イン・ベガスと共にコーンウォールのソーミルズ・スタジオで6枚目のアルバムの録音を開始した。このアルバムは、デビューアルバムのリリース10周年に合わせて、2004年9月にリリースされる予定だった。しかし、バンドのほぼ全ての作品で演奏してきた長年のドラマー、アラン・ホワイトがバンドを去ることになった。当時、彼の兄スティーブ・ホワイトは自身のウェブサイトで「バンドにいる意義を失い、彼は彼女と一緒にいたいと感じた」と述べている。アランの後任として、ザ・フーのドラマーであり、ビートルズのドラマー、リンゴ・スターの息子であるザック・スターキーが加入した。スターキーはスタジオ録音やツアーでバンドと共に演奏したが、正式なメンバーではなく、バンドは初めて4人編成となった。ザックはプール・ライトハウスで初めて公の場で演奏を披露した。
数日後、オアシスはザックを迎えて2度目のグラストンベリー・フェスティバルのヘッドライナーを務め、主に過去のヒット曲を披露するセットリストを演奏したが、ゲム作の「ア・ベル・ウィル・ウィング」やリアム作の「ミーニング・オヴ・ソウル」という2曲の新曲も含まれていた。このパフォーマンスは酷評を受け、NMEは「惨事」と評した。BBCのトム・ビショップはオアシスのセットについて「精彩を欠き、出来事のないものだった...ファンからの反応もまちまちだった」とし、その主な理由はリアムのやる気のない歌唱と、ザックがバンドの楽曲に不慣れだったことにあると述べた
。
多くの騒動を経て、バンドの6枚目のアルバムは同年10月から12月にかけてロサンゼルスのキャピトル・スタジオでようやく録音された。プロデューサーのデイヴ・サーディがノエルに代わって主導的なプロデュースを担当し、ノエルは10年間続けてきたプロデュース業務から退くことに決めた 。2005年5月、3年にわたり、複数の録音セッションが破棄された後、バンドは6枚目のスタジオ・アルバム「ドント・ビリーヴ・ザ・トゥルース(Don't Believe the Truth)」をリリースし、ソニーBMGとの契約を履行した。このアルバムは再びノエルが全曲を書いた作品ではなく、「ヒーザン・ケミストリー」と同様に共同プロジェクトとして制作された。このアルバムは、アラン・ホワイトのドラムが10年ぶりに登場しないもので、ザックのレコーディング・デビュー作となった。ファンや批評家からは、『モーニング・グローリー』以来の最高の出来だと称賛され、「ライラ」と「ジ・インポータンス・オブ・ビーイング・アイドル」という2つのUKナンバーワン・シングルを生み出し、「レット・ゼア・ビー・ラヴ」も2位にランクインした。オアシスはQアワードでピープルズ・チョイス・アワードと『ドント・ビリーヴ・ザ・トゥルース』のベスト・アルバムの2つの賞を受賞した。また、オアシスの過去5枚のアルバム同様に、「ドント・ビリーヴ・ザ・トゥルース」も全英アルバムチャートで初登場1位を獲得した。2013年までに、このアルバムは世界中で600万枚以上の売り上げを記録した。
2005年5月、バンドは新しいラインナップで大規模なワールドツアーを開始した。2005年5月10日にロンドンのアストリアで始まり、2006年3月31日にメキシコシティでのソールドアウト公演で終了するまで、オアシスは「ディファニトリー・メイビー」ツアー以来最多のライブを行い、26か国を訪れ、113公演で320万人以上の観客を動員した。このツアーは大きなトラブルもなく、バンドにとって10年以上で最も成功したものとなった。このツアーには、ニューヨークのマディソン・スクエア・ガーデンやロサンゼルスのハリウッド・ボウルでのソールドアウト公演も含まれていた。ツアー中に撮影されたロック・ドキュメンタリー映画「ロード・ドント・スロー・ミー・ダウン」（監督：ディック・キャラザース）は、2007年10月に公開された。
オアシスは2006年に、バンドが「決定版」と考える楽曲を収録したコンピレーション・アルバム「ストップ・ザ・クロックス(Stop the Crocks)」をリリースした。バンドは2007年2月にブリット・アワードで音楽への貢献に対する功労賞を受賞し、その後彼らの最も有名な曲のいくつかを披露した。オアシスは2007年10月に初のデジタル限定リリースとなるシングル「ロード・ドント・スロー・ミー・ダウン」を発表。この曲は全英シングルチャートで10位に初登場した。

### 「ディグ・アウト・ユア・ソウル」(2008-2009)
「ドント・ビリーヴ・ザ・トゥルース」の成功に伴い、バンドの人気が再燃していることが際立ったのは、2008年2月のことだった。Q誌とHMVが共同で実施した「過去50年間で最高のイギリスのアルバム50選」の調査で、オアシスのアルバムが1位と2位に選ばれた（それぞれ「オアシス」と「モーニング・グローリー」）。さらに、バンドの他の2枚のアルバムもリストに入っており、「ドント・ビリーヴ・ザ・トゥルース」は14位、以前メディアの一部で酷評されていた「ビィ・ヒア・ナウ」も22位にランクインした。

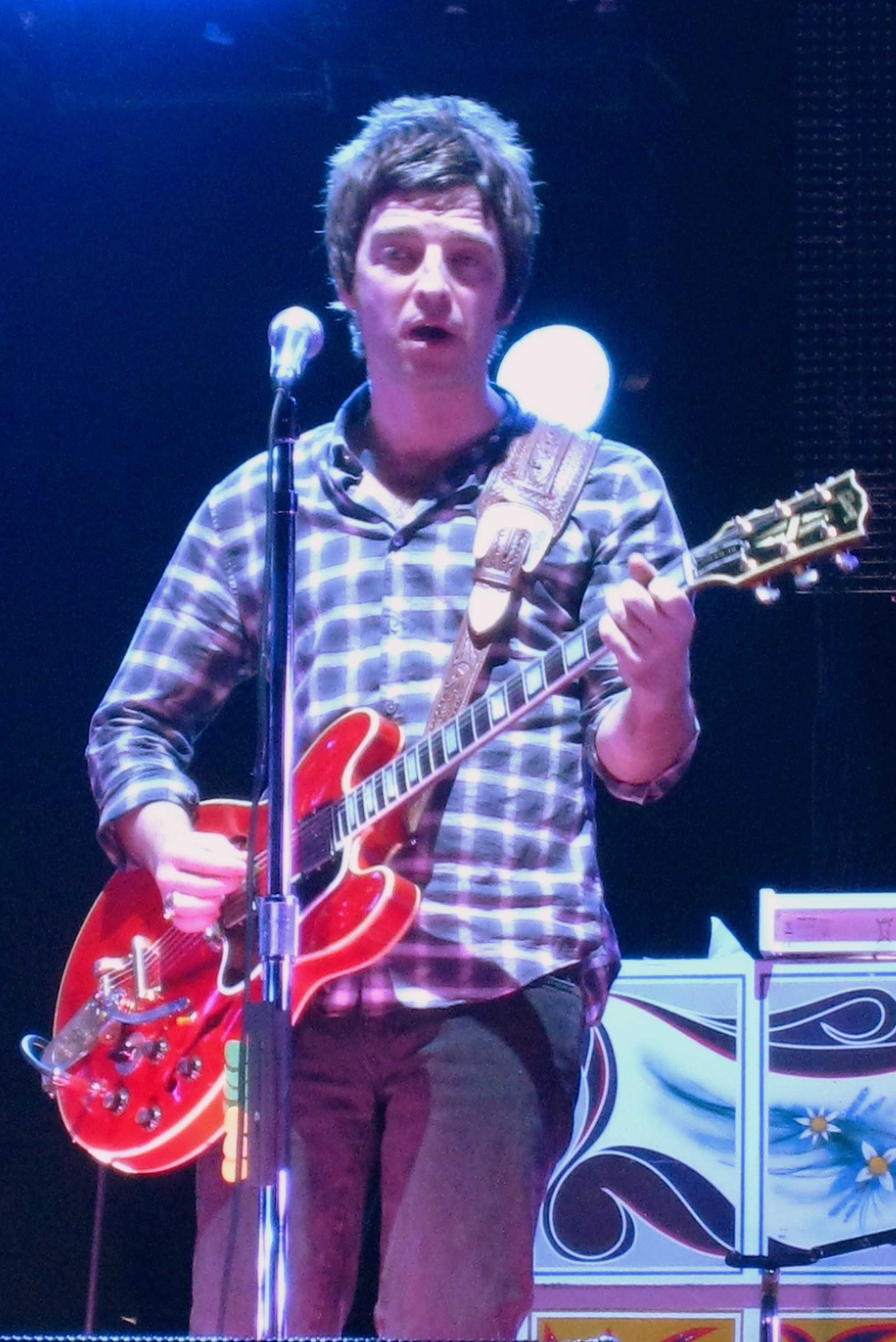
ギターを演奏するノエル（2008年、モントリオールのベル・センターにて）

オアシスは2007年7月から9月の間に2か月ほどレコーディングを行い、新しい2曲を完成させ、他の曲のデモ録音を行った。その後、ノエルの息子の誕生を理由に2か月間の休みを取り、2007年11月5日に再びスタジオに入り、2008年3月頃 にデイヴ・サーディをプロデューサーに迎えたレコーディングを終えた。
2008年5月、7枚目のスタジオ・アルバム「ディグ・アウト・ユア・ソウル(Dig Out Your Soul)」を録音後、ザックがバンドを離脱。元アイシクル・ワークスとザ・ラーズのドラマーであるクリス・シャーロックがツアーで代わりを務めた。しかし、クリスは公式メンバーではなく、オアシスは4人編成のままだった。同年6月、バンドはソニーBMGと3枚のアルバム契約を再締結した
。アルバムの最初のシングルはノエルが書いた「ザ・ショック・オブ・ザ・ライトニング」で、2008年9月29日に先行リリースされた。ディグ・アウト・ユア・ソウルは2008年10月6日にリリースされ、全英チャートで1位、ビルボード200では5位にランクインした。バンドはカサビアン、ジ・エネミー、ツイステッド・ホイールのサポートを受け、2009年9月まで続く予定の18か月のツアーを開始した。
2008年9月7日、トロントのヴァージン・フェスティバルでの公演中、観客の一人がステージに乱入しノエルを襲撃する事件が発生。ノエルは3本の肋骨を骨折し、一部が脱臼する重傷を負い、回復のためにいくつかの公演をキャンセルせざるを得なかった。
2009年2月25日、オアシスはNMEアワードで「2009年最優秀ブリティッシュ・バンド」として表彰され、ノエルの「テイルズ・フロム・ザ・ミドル・オブ・ノーウェア('Tales from the Middle of Nowhere')」が「最優秀ブログ」に選ばれた。2009年6月4日、オアシスはマンチェスターのヒートン・パークでの3回のコンサートの初日を行ったが、ジェネレーターの故障で2度ステージを離れることになり、3回目に再登場した際には、その公演が無料のコンサートであると宣言した。この発表により、70,000人のチケット保有者が喜び、そのうち20,000人が払い戻しを求めた。会場での残りの2回の公演は6月6日と7日に行われ、天候が変わりやすく初日の音響問題があったにもかかわらず、多くのファンが集まり大成功を収めた。

### 解散、その後(2009-2024)

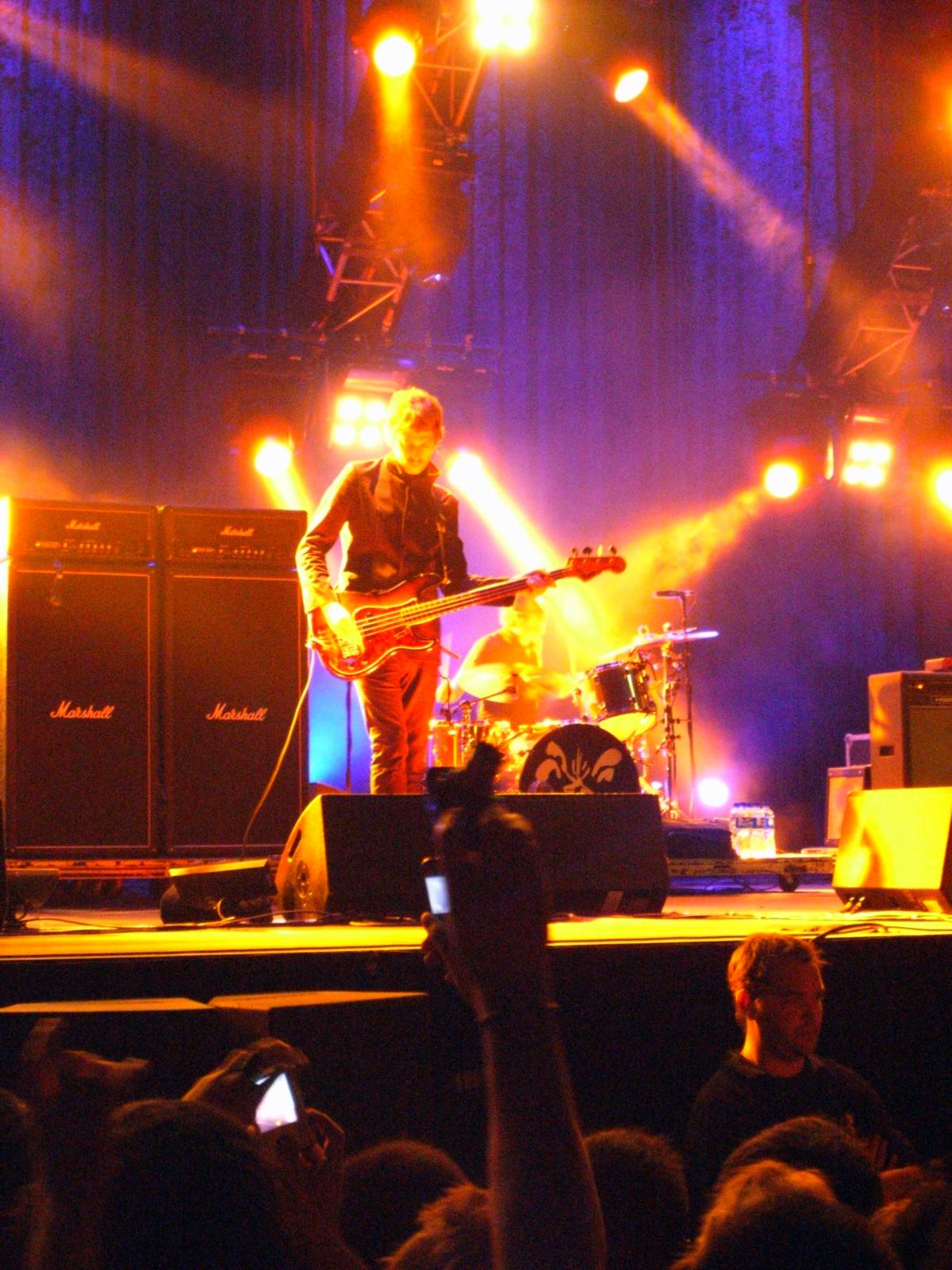
香港でのパフォーマンス（2009年4月）

リアムが喉頭炎にかかったため、オアシスは2009年8月23日にチェルムズフォードで予定されていたVフェスティバルでのギグをキャンセルした。ノエルは2011年に、このギグのキャンセルはリアムが「二日酔いだったため」と述べた。その後、リアムはノエルを訴え、謝罪を求めた。リアムは「実際には喉頭炎で、ノエルはその朝に医師によって診断されたことを十分に知っていた」と述べた。ノエルは謝罪したため、訴訟は取り下げられた。
バンドは2009年8月28日にパリ近郊のロック・アン・セーヌ・フェスティバルでのパフォーマンスが予定されていたが、フェスティバル中盤にブロック・パーティーのフロントマンであるケリー・オケレケ（およびブロック・パーティーのツアーマネージャー、ピーター・ヒル）がオアシスの出演キャンセルを発表した。2時間後、ノエルはバンドのウェブサイトに以下の声明を発表した：
悲しいが、とても安心した…俺は今夜オアシスを辞める。（雑誌などが）みんな好き勝手書くだろうけど、俺はもう一日だって長くリアムと仕事がしたくないだけなんだ。
リアムとオアシスの残りのメンバーは、ビーディ・アイという名前で活動を続けることを決め、2014年の解散までに2枚のスタジオアルバムをリリースした。その後リアムはソロキャリアを開始し、3枚のスタジオアルバムをリリースしており、ボーンヘッドもツアーに参加している。ノエルはソロ・プロジェクトノエル・ギャラガーズ・ハイ・フライング・バーズを結成し、これまでに4枚のスタジオアルバムをリリースしており、後にクリスとゲムがメンバーとして参加した。アンディは元のバンド、ライドを再結成した。
2010年2月16日、オアシスは2010年のブリット・アワードにてモーニング・グローリーが「過去30年間の最優秀英国アルバム賞」を受賞した。リアムは一人で賞を受け取り、スピーチでボーンヘッド、ギグジー、アランに感謝の意を表したが、ノエルには言及せず、マイクとバンドの賞を観客に投げ入れた。後にリアムは自身の行動を擁護した。2010年6月14日、シングル集「タイム・フライズ…1994-2009（Time Flies…1994-2009）」がリリースされた。これはバンドにとって全英アルバムチャートで1位を獲得した最後のアルバムとなった。2014年5月19日には、「オアシス」の20周年リマスター（3枚組）がリリースされた。

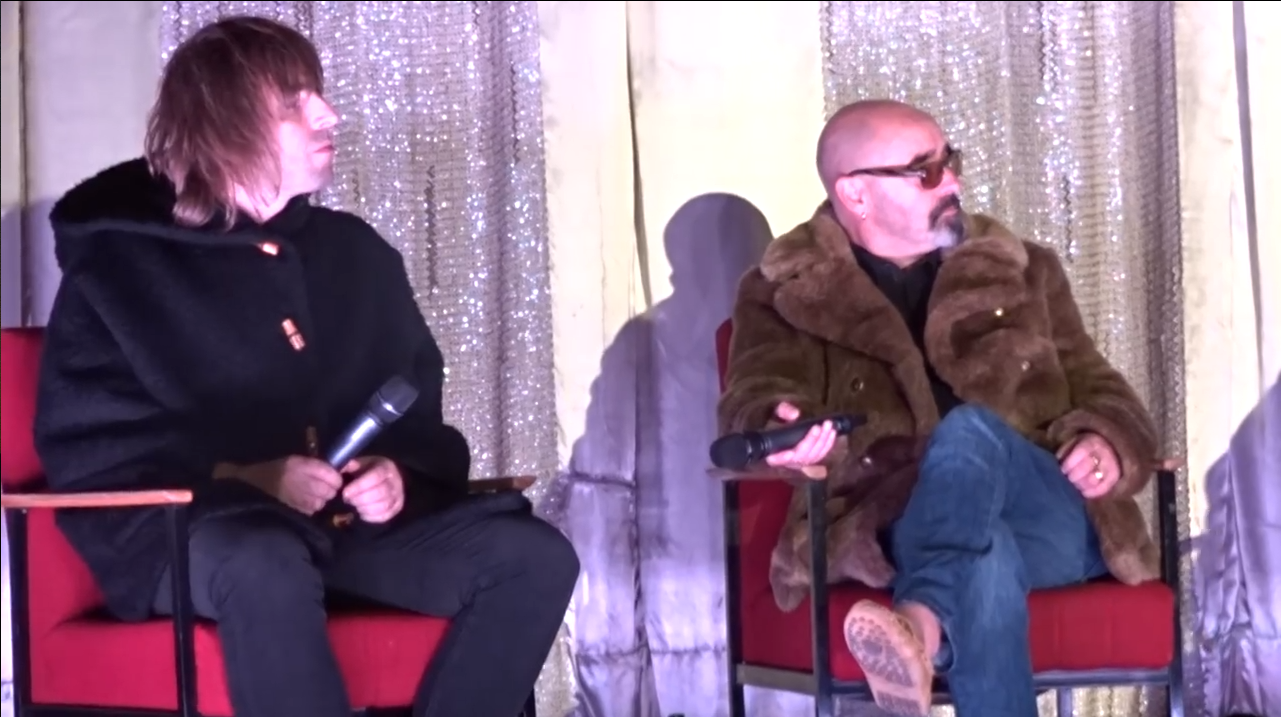
2016年公開のドキュメンタリー映画オアシス:スーパーソニックのプレミアに出演したリアムとボーンヘッド(2016年、ベルリンにて)

2016年10月26日、オアシスの結成から1996年夏の絶頂期までの軌跡を追ったドキュメンタリー映画「オアシス:スーパーソニック」が公開された
さらに2021年9月、オアシスが1996年8月にネブワース・パークで行った記録破りの2公演の25周年を記念して、もう一つのコンサートドキュメンタリー映画が公開された。
COVID-19パンデミックの中、香港でのサウンドチェック中に録音されたのみだったデモ音源「ドント・ストップ...」が再発見され、2020年5月3日にリリースされた。この曲は公開当日の午前中にYouTubeで100万回以上の再生回数を達成し、ストリーミングのみで全英シングルチャートで80位にランクインした。

### 再結成とツアー、不確かな未来へ(2024-現在)
2024年8月27日、オアシスは2009年の解散からほぼ15年ぶりに再結成し、2025年7月と8月にイギリスとアイルランドでの公演を発表した。「銃声が静まり、星が一列に並んだ。長い待ち時間は終わりだ。テレビで放映されることはないから観に来てくれ」。再結成の発表後、元メンバーのボーンヘッド、ゲム、アンディ、ザック、そしてノエル・ギャラガーズ・ハイ・フライング・バーズのメンバー（この中にはクリスもいる）が二人の兄弟と共にパフォーマンスを行うという噂が立った。元ドラマーのアランも再結成に関与することをほのめかした。トニーは、自分が再結成に戻るとは思わないと述べた 。また、リアムはXで、新メンバーがツアーに参加する可能性もあると予告。リアムとツアーをしたことのあるR.E.M.とベックのドラマー、ジョーイ・ワロンカーがオアシスの新しいドラマーになるのではという憶測が流れた。
2024年8月30日、再結成の発表に続いて、デビューアルバム「オアシス」の30周年記念版をリリースした。1週間後、このアルバムはリリースから30年を経て、全英アルバムチャートのトップ100で1位にランクインし、「タイム・フライズ…1994-2009」と「モーニング・グローリー」もそれぞれ3位と4位に上昇した。さらに、他の3枚のオアシスのアルバムもトップ100入りし、「ザ・マスタープラン」が41位、「ビィ・ヒア・ナウ」が42位、「ヒーザン・ケミストリー」が97位にランクインした。オアシスのシングル「リヴ・フォーエヴァー」は全英シングルチャートで8位にランクインし、1994年に終えた順位よりも2位上昇した。また、「ドント・ルック・バック・イン・アンガー」が9位、「ワンダーウォール」が11位に達した。
バンドのニューアルバムは決定していないが、リアムはXで新曲を予告していた。2024年9月7日、彼はオアシスのニューアルバムは「すでに完成している」と語り、兄（ノエル）が書いた音楽に圧倒されたと語ったが、その後、彼はオアシスのニューアルバムについて冗談を言ったと発言した。
バンドはまた、2025年のツアースケジュールにアメリカ、オーストラリア、アジアの日程を追加した。
2025年夏の一連のコンサートに先立ち、ギャラガー兄弟は2025年4月24日、ロンドン北部のストーク・ニューイントンにあるロンドンのワーキング・メンズ・クラブ、ミルドメイ・クラブで1時間のプライベート・シークレット・ショーを（16年ぶりに知られている限り初めて）共演したと報じられた。この公演で撮影された曲目は、再結成ツアーのプロモーション・フィルムに収録される。
5月13日、バンドのマネジメントは、新しい音楽の計画はなく、再結成は「最後の機会」だと宣言し、待望の再結成がバンドを見る最後のチャンスになると述べた。しかし、これらの主張はその後、リアムがXで反論し、ノエルと共にバンドの未来に関する決定権は自分たちにあると主張した。また、新曲のリリース計画がないと主張し、ツアー後の再解散を示唆した共同マネージャーのアレク・マッキンレイは、実はバンドの会計士であり、バンドのレコーディングとツアー活動としての未来は不透明だと述べた。
6月20日、バンドはドイツのファッションブランド、Adidasとコラボレーションし、コレクション「Original Forever」を発表した。
2025年7月4日、バンドはウェールズのカーディフにあるプリンシパリティ・スタジアムで、Oasis Live '25 Tourのスタートとして、16年ぶりのライブ公演を開催した。

## 略歴
- ポール・ "ボーンヘッド" ・アーサーズ、ポール・ "ギグジー" ・マッギーガン、クリス・ハットン（ヴォーカル）が前身バンド「ザ・レイン」を結成。ザ・レインの初演は、地元マンチェスターのバーネイジにあるカードゲームクラブで、ドラムマシンを使って行われた。後に、ドラマーとしてトニー・マッキャロルが加わる。

1991年
- 音楽関係の仕事をしていたノエル・ギャラガーのコネを狙って、ボーンヘッドがクリスをクビにし代わりにリアム・ギャラガーを加入させ、リアムはバンド名をオアシスと改名した。ギャラガー兄弟の寝室に貼ってあったオールダムのインディー・ロックバンド、インスパイラル・カーペッツのツアーポスターに由来している。ポスターには、開催地の1つとしてスウィンドンのオアシス・レジャー・センター（英語版）が記載されていた。
- 8月、マンチェスターのボードウォーククラブにて、オアシス初のステージに立つ。リアムの実兄であり、インスパイラル・カーペッツのローディーであったノエルがライヴを観に来る。その後、バンドに加入。

1993年
- 10月、クリエイション・レコーズと契約。

1994年
- 2月、ザ・ヴァーヴのギグに参加するためのアムステルダムへ船で移動中、ノエル以外のメンバーが乱闘を起こし、強制送還される。コンサートでは、ノエルがひとり弾き語りを行う[143]。
- 4月、シングル「スーパーソニック」でデビュー。UKチャート31位。
- 8月、3rdシングル「リヴ・フォーエヴァー」をリリース。UKチャート10位。
- 9月、アルバム『デフィニトリー・メイビー』発売。英国で初登場1位の大ヒットとなり、2006年にアークティック・モンキーズに破られるまで、デビュー・アルバム最速売り上げ記録。東名阪のクアトロで初来日公演。ロサンゼルスでは、リアムがドラッグを使用しながらライヴを決行。ノエルは激怒しバンドを一時脱退、ノエルはレーベル関係者に捜し出され説得を受け、ミネアポリスの公演からツアーを再開した。
- 12月、クリスマスシングル「ホワットエヴァー」を発売。UKチャート最高3位。

1995年
- 4月、技術的に問題があったとして、ドラマーのトニー・マッキャロルが解雇され、代わりにポール・ウェラーの勧めで元スタークラブのアラン・ホワイトが加入（アラン・ホワイトは、スタイル・カウンシルのスティーヴ・ホワイトの実弟）。シングル「サム・マイト・セイ」がUKチャート1位。
- 6月、アランと共に、グラストンベリー・フェスティバルにヘッドライナーで出演。
- 8月、メディアに煽られる形で始まった「オアシスvsブラー」の争いは、オアシスのシングル「ロール・ウィズ・イット」とブラーのシングル「カントリー・ハウス」の同日発売で頂点を迎える。結果はブラーが1位（27万4000枚）、オアシスは2位（21万6000枚）。その後2度目の来日を果たす。
- 9月、ギグジーが精神疲労で一時脱退、代役にThe Ya-YasのScott McLeodを迎えツアーを行う。
- 10月、2ndアルバム『モーニング・グローリー』発売。UKチャート1位。アルバム売上枚数は全世界で約2500万枚以上を記録し（2018年時点）、ビートルズの『サージェント・ペパーズ・ロンリー・ハーツ・クラブ・バンド』が持っていた英国アルバム売り上げ記録を約30年ぶりに更新（現在はクイーンとビートルズに抜き返されている）。
- 11月、ロンドンのアールズ・コートで、2日間4万人を動員するライヴを開催。ヨーロッパの屋内ライヴとしてはギネス記録。

1996年
- 『モーニング・グローリー』からの3作目のシングル「ワンダーウォール」がアメリカでもじわじわとチャートを上昇。オアシスは、初秋のアメリカMTVアウォードでベストグループを受賞。
- 4月、「マンチェスターメイン・ロード 2days」を行い、8万人を動員。
- 5月、海外向けにシングル「シャンペン・スーパーノヴァ」をリリース。

1997年
- 8月、3rdアルバム『ビィ・ヒア・ナウ』発売。UKチャート1位、USチャート2位、オリコンチャート3位。UK最速セールス記録を更新。翌年、収録曲「ドント・ゴー・アウェイ」が日本のテレビドラマ『ラブ・アゲイン』挿入歌に使用された。

1998年
- 2月に、日本武道館で3日連続公演を行う。滞在したホテルは、ビートルズと同じキャピトル東急ホテル。
- 11月、クリスマス商戦に向けBサイドアルバム『ザ・マスタープラン』を発売。UKチャートで最高2位。

1999年
- 8月、ボーンヘッドが脱退[144]。2週間後、後を追うようにギグジーが脱退。ノエルはボーンヘッドのギターとギグジーベースのパートを録り直す。
- 12月、元ヘヴィ・ステレオのゲム・アーチャーが加入。元ライド、ハリケーン#1のギタリスト、アンディ・ベルがギグジーの後任として加入する。デビュー以来所属していたクリエイション・レコーズが解散。

2000年
- 2月、4thアルバム『スタンディング・オン・ザ・ショルダー・オブ・ジャイアンツ』を発売。UKチャート初登場1位。前年のクリエイション・レコーズ解散に伴い、この年から自ら立ち上げたレーベル・ビッグ・ブラザーからのリリース。CDリリースと同時にワールドツアーを横浜アリーナよりスタートさせる。マリンメッセ福岡公演ではリアムが、体調不良を訴えて途中で退場している。
- 5月、ワールドツアー中、アランが腕を痛めバルセロナでの公演をキャンセルする。バンドメンバーは代わりに飲み明かすが、リアムが当時のノエルの妻メグ・マシューズを侮辱し始め、「アナイスの父親は本当にノエルなのか」とノエルに疑問を投げかけ、殴り合いに発展する。ノエルはバンドを一時離脱、過去最大の解散危機を迎える[145]。急遽、代役のギタリストとしてマット・デイトンを起用。バンド史上初めてノエル抜きでライヴが行われる。このときの「アクイース」はノエルパートを丸々観客に歌わせていた。
- 11月、ノエル復帰後、ロンドン（ウェンブリー・スタジアム）での公演を収録したライヴアルバムとライヴDVD『ファミリアー・トゥ・ミリオンズ』を発売。CD2枚組と1枚組が存在する。ウェンブリー・スタジアムでは7月に2日間コンサートが行われ、リアムの調子が良かった1日目がライヴアルバム、DVDとしてリリースされた。2日目は二日酔いのリアムがフラフラでステージに立つシーンが見られる。このときの模様は有料放送でヨーロッパ中に放映され、日本でもWOWOWが放映した。リアムは「2日公演なのを知らなかった」と弁明。

2001年
- 初頭、南米ツアーをスタート。
- 5月、ブラック・クロウズ、スペイスホッグと北米ジョイントツアー「Brotherly Love ツアー」を敢行[146]。このツアーのみアラン・ホワイトが怪我の為出演できず、アランの実兄のスティーブ・ホワイトが代役を務めた。
- 7月、フジロック・フェスティバルで初日のヘッドライナーを務める。また、秋から冬にかけてバンド結成10周年小規模クラスのツアー「10 Years of Noise and Confusion Tour」が行われた。

2002年
- 5月、『MTV THE SUPER DRY LIVE』、『MTV Video Music Awards Japan 2002』出演を含めたプロモーションで来日。
- 7月、5thアルバム『ヒーザン・ケミストリー』発売。UKチャートで1位を獲得。
- 9月 - 10月、東京（代々木第一体育館）、福岡、大阪、仙台、広島で来日ツアーを敢行。福岡公演（福岡国際センター）では前回のライヴに続いて（そのときとは事情が違うものの）、リアムが途中退場するハプニングもあった[147]。

2004年
- 1月、アラン・ホワイトが脱退。元ビートルズのリンゴ・スターの息子ザック・スターキーが、サポート・ドラマーとして参加。
- 6月、9年ぶりにグラストンベリー・フェスティバルに出演する[148]。
- 10月 - 12月、デイヴ・サーディとスタジオ入りする。

2005年
- 5月、6thアルバム『ドント・ビリーヴ・ザ・トゥルース』発売、UKチャート1位を獲得。シングル「ライラ」も初登場1位を獲得。これでオアシスのNo.1シングルは7枚目、またシングル・アルバム総チャートイン週は766週に。日本では、アルバムがオリコン初登場1位を記録。英国のバンドのオリジナル・アルバムとしては、30年ぶり。
- 5月、過去10年間に於いて、イギリスで最も成功したバンドとして、ギネスに認定される[149]。
- 6月30日 - 7月3日、9年ぶりに地元チームマンチェスター・シティFCのホームスタジアム（シティ・オブ・マンチェスター・スタジアム）で3日間のライヴを開催。
- 8月、サマーソニックのヘッドライナーを務める。
- 11月、大阪城ホール、東京の代々木第一体育館で来日公演。

2006年
- 3月、映画『GOAL!』のサウンドトラックに3曲を提供。
- 11月、ノエルの選曲による初のベスト・アルバム『ストップ・ザ・クロックス』を発売。6thアルバム『ドント・ビリーヴ・ザ・トゥルース』に続いてオリコン初登場1位を獲得。ほぼ同時に、ツアーの模様を収めたロードムービー『ロード・ドント・スロー・ミー・ダウン』が公開される（試写会のみ。2007年10月にDVD化）。また、世界各地でノエルがゲム、サポートドラマーのテリーとともにアクースティック・ライヴを披露する。日本でも、11月15日にMySpace主催によるシークレットライヴが、恵比寿のLIQUIDROOMにて行われた。
- 日本の恋愛映画『シュガー&スパイス 風味絶佳』に、主題歌の「ライラ」を筆頭に、多くの既発曲を提供。

2007年
- 2月、ブリット・アウォーズ生涯功労賞を受賞。
- 6月、ビートルズの『サージェント・ペパーズ・ロンリー・ハーツ・クラブ・バンド』40周年記念スペシャル番組へ「ウィズイン・ユー・ウィズアウト・ユー」のカヴァー曲を提供。
- 10月21日、バンド初のダウンロード限定販売シングル「ロード・ドント・スロー・ミー・ダウン」をリリース。本国イギリスでは、10月29日にロードムービー『ロード・ドント・スロー・ミー・ダウン』がDVDでリリース（日本盤は12月5日発売）。

2008年
- 5月、ザック・スターキーが、ザ・フーに専念のため離脱。代わりにクリス・シャーロックが加入。
- 9月、シングル「ザ・ショック・オブ・ザ・ ライトニング」リリース。
- 10月、アルバム『ディグ・アウト・ユア・ソウル』をリリース。イギリスではスタジオアルバムがデビュー作から7作連続で1位、アメリカでは『ビィ・ヒア・ナウ』以来11年ぶりのトップ10入りとなる5位を獲得。

2009年
- 3月、3年半ぶりとなる来日公演を敢行。それに伴い「ミュージック・ステーション」に出演。
- 6月、リアムがファッション・ブランド「Pretty Green」を設立。
- 7月、フジロック・フェスティバルのヘッドライナーを務める。
- 8月、ノエル・ギャラガーがフランスでの音楽フェスティバルへの出演直前に出演を取りやめ、公式ウェブサイト上で脱退を表明[150]。解散状態に直面する。
- 11月、リアムは残されたメンバー（リアム、ゲム、アンディ、クリス）と共に、新たに次のアルバムのレコーディングを行うことを発表。

2010年
- 1月、リアムは、次のアルバムに向けての新曲を数曲書き上げ、アルバムは2010年内にリリースすることを発表。また、当初はオアシスとして活動を継続する予定であったが、結局新たなバンド名で活動することを明らかにした。事実上、これがオアシスの解散宣言となった。
- 2月、ブリット・アワードにて、アルバム『モーニング・グローリー』で「過去30年間でのベスト・アルバム」を受賞。
- 5月、リアムは公式サイトなどにて新バンド名「ビーディ・アイ」を発表。
- 6月、初のシングル・コレクション『タイム・フライズ…1994-2009』を発表。これまで全てのアルバムに収録されていなかった「ホワットエヴァー」「ロード・ドント・スロー・ミー・ダウン」を含む全26曲（日本盤は全27曲、隠しトラックも含めると全28曲）が収録されている。UKチャート1位、日本ではオリコン初登場2位を記録。

2014年
- デビュー20周年を記念し、1994年～1997年の活動を振り返る「チェイシング・ザ・サン」プロジェクトが始動[注釈 3]。オアシス初期のアルバム『オアシス』『モーニング・グローリー』『ビィ・ヒア・ナウ』の3作のリマスター盤が連続リリースと発表。
- 5月、「チェイシング・ザ・サン」プロジェクトの第1弾として『オアシス』をリリース。
- 9月、「チェイシング・ザ・サン」プロジェクトの第2弾として『モーニング・グローリー』をリリース。

2016年
- 10月、「チェイシング・ザ・サン」プロジェクトの第3弾として『ビィ・ヒア・ナウ』がリリースされる。ドキュメンタリー映画「オアシス：スーパーソニック」が公開される。

2020年
- 4月、活動当時に作成されていた未発表デモ音源「ドント・ストップ…」が配信限定でリリース。

2021年
- 9月、「オアシス : ネブワース1996」がギャラガー兄弟の製作総指揮でドキュメンタリー映画化。

2024年
- 8月、バンドの公式サイトで2025年7月から8月にかけて英国およびアイルランドにおいて計14公演を行う事が発表された。

## ディスコグラフィ

### スタジオ・アルバム
- 『オアシス』 - Definitely Maybe（1994年）
- 『モーニング・グローリー』 - (What's the Story) Morning Glory?（1995年）
- 『ビィ・ヒア・ナウ』 - Be Here Now（1997年）
- 『スタンディング・オン・ザ・ショルダー・オブ・ジャイアンツ』 - Standing on the Shoulder of Giants（2000年）
- 『ヒーザン・ケミストリー』 - Heathen Chemistry（2002年）
- 『ドント・ビリーヴ・ザ・トゥルース』 - Don't Believe the Truth（2005年）
- 『ディグ・アウト・ユア・ソウル』 - Dig Out Your Soul（2008年）

### ライブ・アルバム
- 『ファミリアー・トゥ・ミリオンズ』 - Familiar to Millions（2000年）
- 『iTunes ライブ ～ロンドン・フェスティバル 09～』 - iTunes Live: London Festival 09（2010年） タイム・フライズ…1994-2009に収録
- 『ネブワース1996』 - Knebworth 1996（2021年）

### コンピレーション・アルバム
- 『ザ・マスタープラン』 - The Masterplan（1998年） シングルB面曲のベスト・アルバム
- 『ストップ・ザ・クロックス』 - Stop the Clocks（2006年） シングルA面曲（一部、B面曲）のベスト・アルバム
- 『タイム・フライズ…1994-2009』 - Time Flies... 1994-2009（2010年）

## 日本公演
- 1994年 Definitely Maybe Tour
  - 9月14日,15日,16日 - 渋谷クラブクワトロ
  - 9月18日 - 大阪クラブクワトロ
  - 9月19日 - 名古屋クラブクワトロ

- 1995年 (What's the Story) Morning Glory? Tour
  - 8月21日,22日 - 川崎・CLUB CITTA'
  - 8月23日 - 東京・LIQUIDROOM
  - 8月25日,26日 - 東京・ガーデンホール
  - 8月28日 - 大阪・松下IMPホール
  - 8月29日 - 大阪・ベイサイドジェニー大阪

- 1998年 Be Here Now Tour
  - 2月18日,19日,20日 - 東京・日本武道館

- 2000年 Standing on the Shoulder of Giants Tour
  - 2月29日,3月5日,6日,7日 - 横浜・横浜アリーナ
  - 3月1日 - 名古屋・レインボーホール
  - 3月3日 - 福岡・マリンメッセ福岡
  - 3月9日 - 大阪・大阪城ホール
  - 3月11日,12日 - 神戸・ワールド記念ホール
  - 3月16日 - 仙台・宮城県総合運動公園（グランディ・21）

- 2001年 Standing On The Shoulder Of Giants Tour Continued/FUJIROCK FESTIVAL 2001
  - 7月27日 - 新潟・苗場スキー場

- 2002年 MTV THE SUPER DRY LIVE
  - 5月23日 - 東京・Zepp Tokyo

- 2002年 Heathen Chemistry Tour
  - 9月25日,26日,28日,29日 - 東京・代々木第一体育館
  - 10月1日 - 福岡・マリンメッセ福岡
  - 10月2日,3日 - 大阪・大阪城ホール
  - 10月5日 - 仙台・仙台市体育館
  - 10月7日 - 広島・広島サンプラザ
  - 10月8日 - 名古屋・レインボーホール

- 2005年 Don't Believe the Truth Tour/SUMMER SONIC 2005
  - 8月11日 - 名古屋・名古屋港オープンエアパーク(SUMMER SONIC EVE)
  - 8月13日 - 大阪・インテックス大阪
  - 8月14日 - 千葉・千葉マリンスタジアム/幕張メッセ

- 2005年 Don't Believe the Truth Tour
  - 11月17日 - 大阪・大阪城ホール
  - 11月18日,20日,21日 - 東京・代々木第一体育館

- 2009年 Dig Out Your Soul Tour
  - 3月18日 - 名古屋・日本ガイシホール
  - 3月20日,28日,29日 - 千葉・幕張メッセ
  - 3月22日 - 札幌・真駒内セキスイハイムアイスアリーナ
  - 3月24日,25日 大阪・インテックス大阪

- 2009年 Dig Out Your Soul Tour/FUJIROCK FESTIVAL 09
  - 7月24日 - 新潟・苗場スキー場

- 2025年 Oasis Live'25 Tour
  - 10月25日,26日 - 東京・東京ドーム

## その他
- ノエル・ギャラガーはデビュー当時からU2を目標としていたといい、オアシスの将来について「アメリカでもイギリスと同じように成功し、U2のようになるのが俺のデカイ夢」と話していた。
- ノエルの前妻メグ・マシューズとジョニー・デップの元恋人であったケイト・モスが友人のため、ジョニー・デップとノエルは親交があり、デップは「ビィ・ヒア・ナウ」収録の「フェイド・イン・アウト」にスライドギターで参加している。その礼としてデップは「P」という文字の入った白いギターをノエルに贈っている。
- 1995年にBBCのテレビ番組『トップ・オブ・ザ・ポップス』に出演して「ロール・ウィズ・イット」を演奏した際、口パクであることをネタにして、兄弟の役割を入れ替え、リアムがギターを弾くふりをし、ノエルがリードヴォーカルとして歌った（歌うふりをした）ことがある。これはブリットポップ期に、ブラーの「カントリー・ハウス」とシングル順位を争った際に負けたためである。
- オアシスから影響、インスピレーションを受けていると公言しているアーティストに、アークティック・モンキーズ[152]、ザ・キラーズ[153]、ザ・コーラル[154]、カサビアン、ザ・ビュー[155]、マルーン5などが挙げられる。グラスゴー出身であるオアシスのトリビュート・バンドNo Way Sisは、EP『アイド・ライク・トゥ・ティーチ・ザ・ワールド・トゥ・シング』をリリースしUKチャート40位を記録した。この曲はザ・ニュー・シーカーズの曲（邦題「愛するハーモニー」）をオアシス風にカヴァーしたものである。日本のバンドlittle by littleは、オアシスの曲「リトル・バイ・リトル」からバンド名を得ている[156]。
- メタリカのラーズ・ウルリッヒ、サッカーアルゼンチン代表のリオネル・メッシ、サッカーポルトガル代表のクリスティアーノ・ロナウド、元サッカーイタリア代表のアレッサンドロ・デル・ピエロらもオアシスのファンとして知られる。マリリン・マンソンとも交遊があり、ライブにノエルとリアムが招待された。カート・コバーンの娘、フランシス・ビーン・コバーンも好きなミュージシャンのひとつにオアシスを挙げている[157]。
- ノエルが「アルバムに合わない」と判断した曲はシングルのB面に収録される傾向があり、現在もアルバム未収録曲が多数ある。[要出典]